# Цыганенко, Анатолий Яковлевич
Анато́лий Я́ковлевич Цыгане́нко (25 июня 1929 — 29 ноября 2012) — академик, доктор наук, заслуженный работник высшей школы Украины, автор ряда научных статей, монографий, учебников.

## Обучение
В 1954 г. окончил с отличием Харьковский медицинский институт, в 1956 г. — аспирантуру на кафедре микробиологии ХМИ.

## Научная деятельность
После окончания аспирантуры — ассистент, доцент кафедры микробиологии. С 1971 г. по 2012 г. возглавлял кафедру микробиологии, вирусологии и иммунологии ХНМУ.
В 1964—1986 гг. — проректор ХМИ по учебной работе, а с 1986 г. — ректор.
Научные интересы А. Я. Цыганенко охватывают широкий спектр исследований в области субклеточных и молекулярных механизмов действия антибиотиков, разработки рациональных схем антибиотикотерапии, вопросов иммуномодулирующей терапии и химиотерапии экспериментальных опухолей.
Под его научным руководством впервые получены липосомальные формы антибиотиков рифампицина, гентамицина, тетрациклина, вибромицина, а также синегнойного анатоксина. Разработаны оригинальные методы криоконсервации липосом и их длительного хранения.
Автор более 300 научных статей, 9 монографий, 12 учебников и учебных пособий. Имеет 11 авторских свидетельств и патентов.
Действительный член Национальной академии наук Украины, Украинской академии национального прогресса, Международной академии компьютерных наук и систем, Украинской медицинской стоматологической академии, Нью-Йоркской академии наук, Польской академии медицинских наук, Академии медицины мира им. А. Швейцера.
Награды: ордена «Знак Почета», «За заслуги»
III и II ст., Почетная грамота ВР Украины, Почетный знак Президента Украины, Большая золотая медаль Академии медицины мира им. А. Швейцера, медали.
Умер 29 ноября 2012 года. Похоронен в Харькове на 2-м городском кладбище .  